# Gerard de Toul
|  | Per a altres significats, vegeu «Gerard». |

Gerard de Toul (Colònia, Alemanya, 935 - Toul, Sacre Imperi, avui França, 994) fou un prevere alemany, bisbe de Toul en 963. És venerat com a sant per diverses confessions cristianes.

## Biografia
Gerard nasqué en una família noble i rica de Colònia. Els seus pares, Inframme i Emma, li donaren educació cristiana i l'enviaren a l'escola catedralícia, on es veié atret per la vida sacerdotal. Segons la tradició, la seva mare morí colpida per un llamp; Gerard interpretà el fet com un càstig diví pels pecats d'ell mateix, i decidí de fer vida religiosa.
Un cop ordenat prevere, continuà els estudis i predicà a les parròquies de Colònia. El capítol de Toul (Lorena), llavors ciutat del Sacre Imperi Romanogermànic governada per prínceps-bisbes, envià a l'arquebisbe de Colònia la petició per trobar un successor per al bisbe Gaucelí, que havia mort, i fou elegit Gerard per unanimitat. Fou nomenat bisbe de Toul i consagrat a Trèveris el 19 de març de 963. Tingué un govern respectat i encertat que durà trenta-nou anys. Ca fer construir diverses escoles catedralícies, i nombrosos erudits d'arreu d'Europa, i sobretot grecs, estudiaren o ensenyaren a Toul.
Va construir esglésies, entre les quals la catedral de la ciutat. Segons la Vita Sancti Gerardi, Gerard posseïa les relíquies dels sants Mansuet i Aprus, antics bisbes de Toul, les portà a la ciutat i les diposità a l'església de Sant Joan Bapista. Morí a Toul el 23 d'abril de 994.

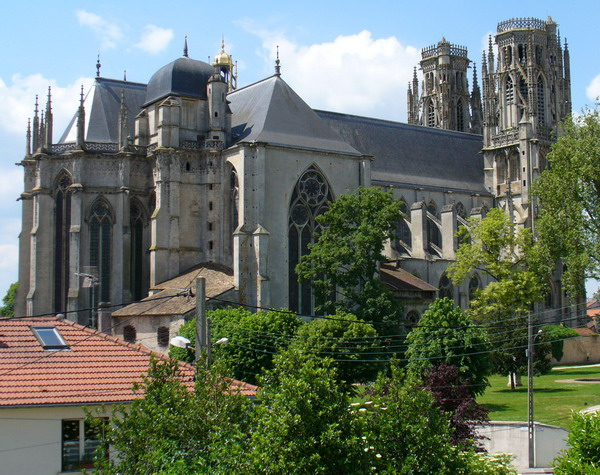
Catedral de Toul
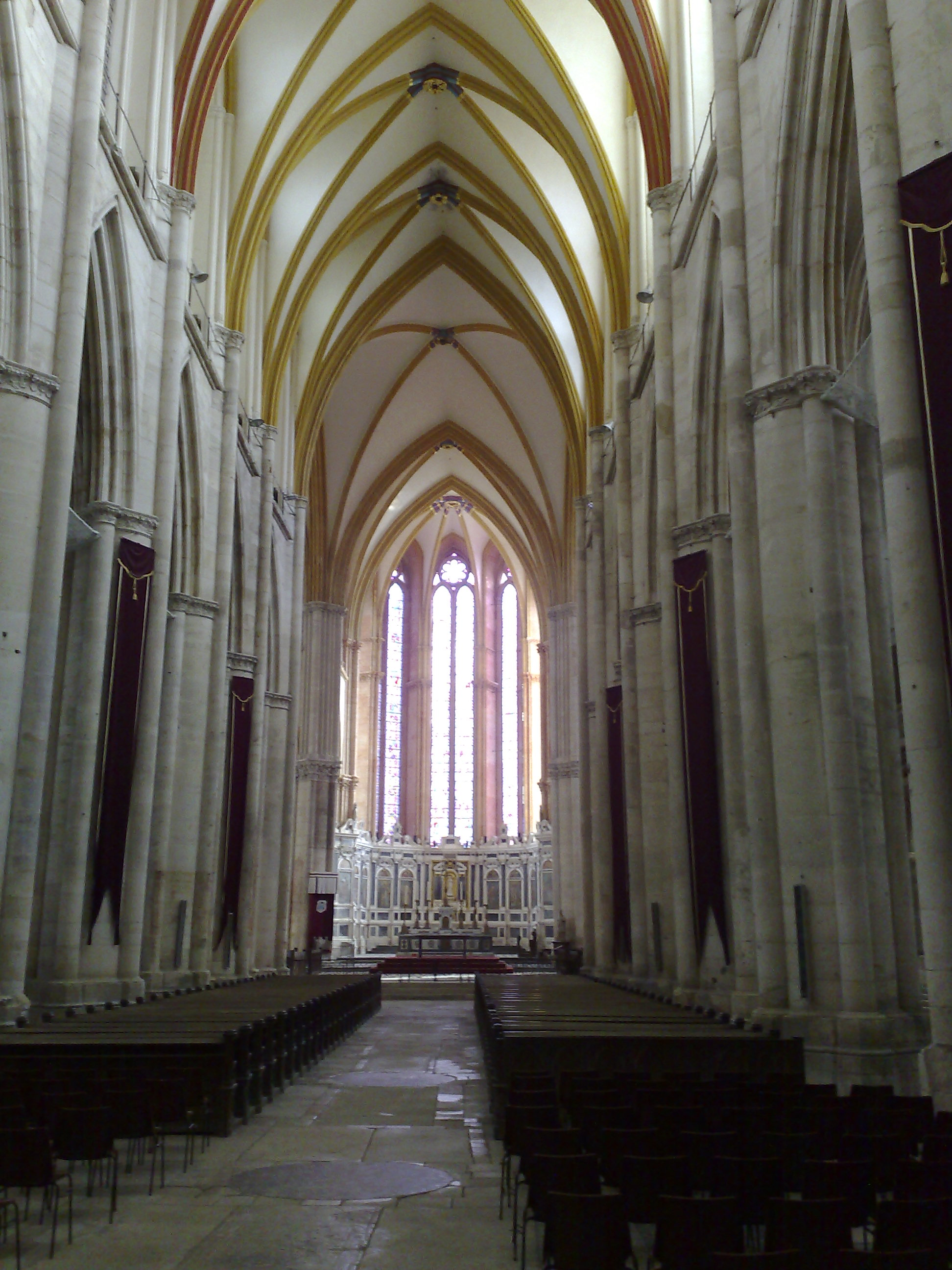
Interior de la catedral de Toul
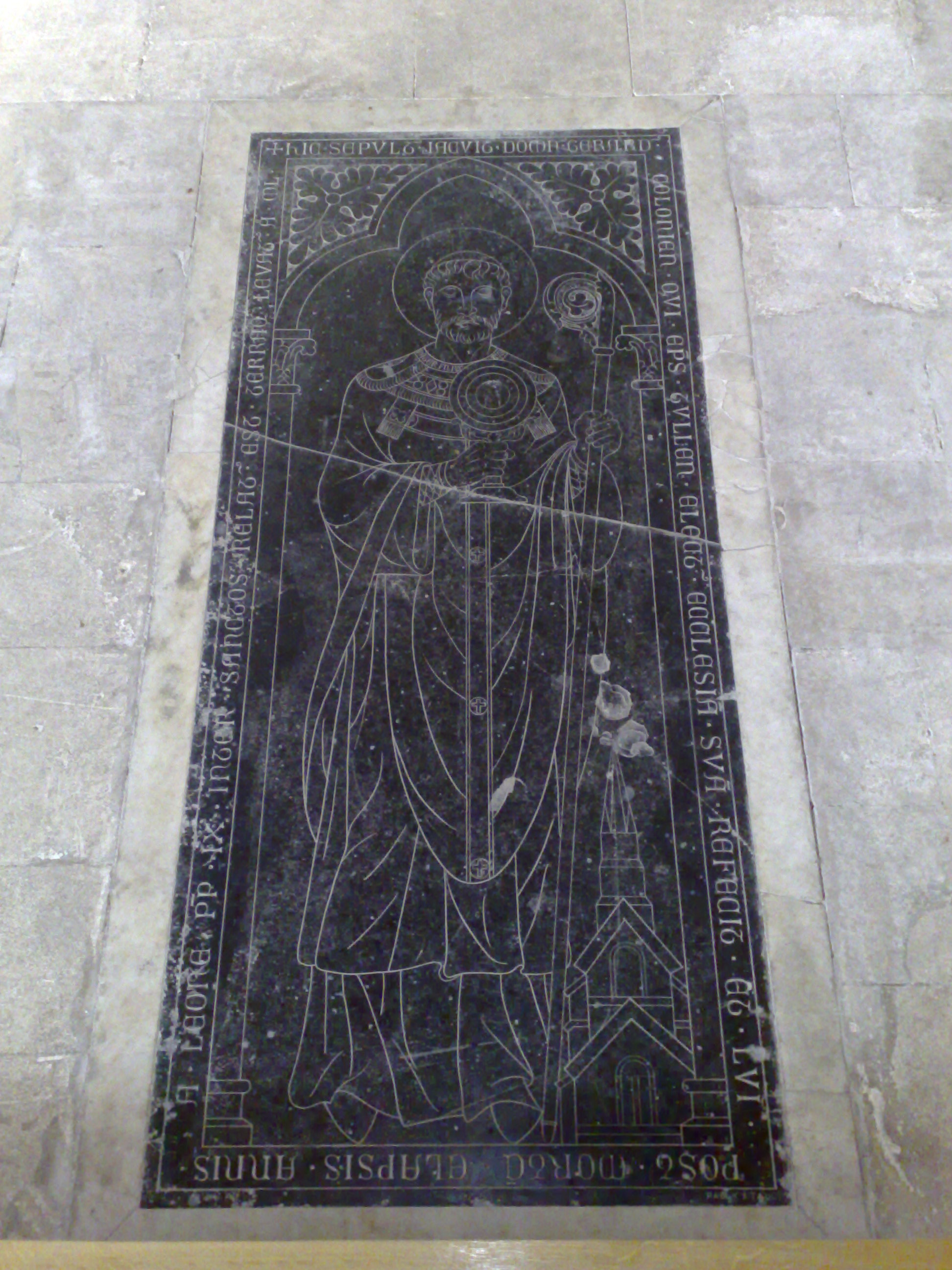
Antiga tomba del sant a la catedral
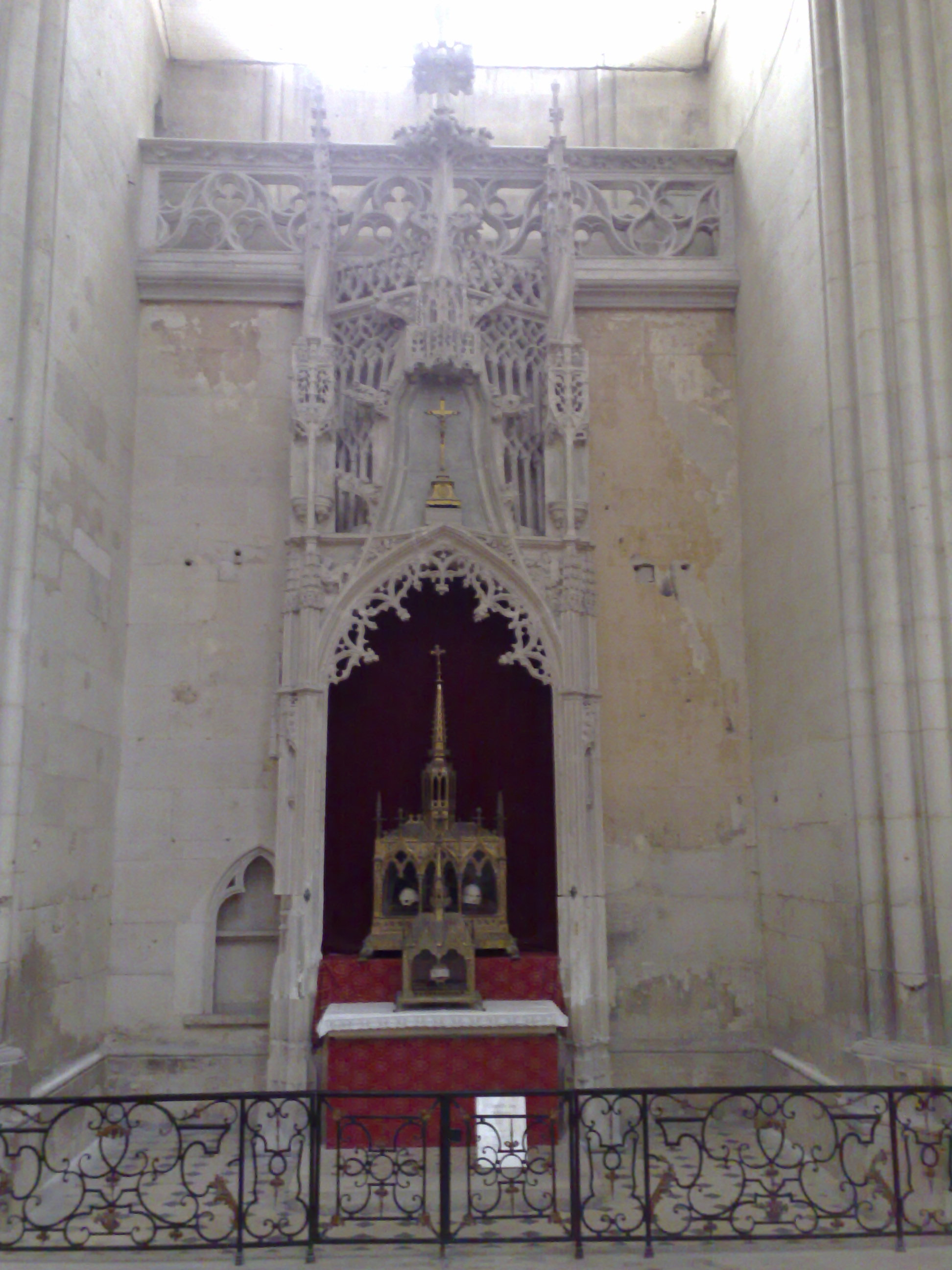
Capella de les relíquies a la catedral de Toul

## Veneració
Fou sebollit a la catedral de Toul. Les seves relíquies, a l'altar de Sant Gerard, foren dispersades durant la Revolució francesa; en quedaren a la catedral el crani i alguns ossos, a més d'altres en altres esglésies.
Fou canonitzat poc després de morir, en la cerimònia de translació de les seves relíquies, el 20 d'octubre de 1051 per Lleó IX, que l'havia succeït com a bisbe de la seu de Toul. La seva festa se celebra el 23 d'abril.